# Хо Цюйбин
Хо Цюйби́н (кит. 霍去病, пиньинь Huò Qùbìng, 140—117 гг. до н. э.) — выдающийся генерал империи Хань, разгромивший гуннов и захвативший земли современной провинции Ганьсу

## Биография

### Молодые годы
Хо Цюйбин был незаконнорожденным сыном служанки Вэй Шаоэр, работавшей у старшей дочери императора Цзин-ди и мелкого чиновника Хо Чжунжу (霍仲孺). Когда стало известно о беременности Вэй, Хо не захотел жениться на девушке низкого сословия, и вернулся к себе на родину, однако Вэй не стала избавляться от ребёнка, а предпочла родить и вырастить его.
Когда Хо Цюйбину было 2 года, его тётя Вэй Цзыфу (младшая сестра Вэй Шаоэр), которая была певицей в той же резиденции, в которой служила её сестра, приглянулась навестившему свою сестру молодому императору У-ди, который забрал её и её брата Вэй Цина к себе в столицу Чанъань. Год спустя Вэй Цзыфу забеременела от императора. Так как официальная супруга императора — императрица Чэнь — попыталась избавиться от Вэев, то молодой император в отместку сделал Вэй Цзыфу своей официальной наложницей, а Вэй Цину дал высокий военный пост, сделав его одним из своих приближённых. Остальные члены семьи Вэй также удостоились императорских милостей, что позволило Хо Цюйбину вырасти в обстановке богатства и достатка.

### Военная карьера
Уже в молодости Хо Цюйбин продемонстрировал выдающиеся военные таланты. Император заметил его потенциал, и сделал его своим личным помощником.
В 123 году до н. э. император направил Вэй Цина на отражение нападения вторгшихся сюнну, и 18-летний Хо Цюйбин отправился со своим дядей в свой первый бой. Хотя Вэй Цин смог разгромить авангард противника, но шаньюй Ичжисе уничтожил левое крыло его войска, так что Вэй Цин не получил за эту кампанию никаких наград, однако Хо Цюйбин, совершивший успешный рейд во главе 800 всадников, впечатлил императора, и был удостоен титула «Гуаньцзюнь-хоу» (冠軍侯) с уделом в 2500 домохозяйств.

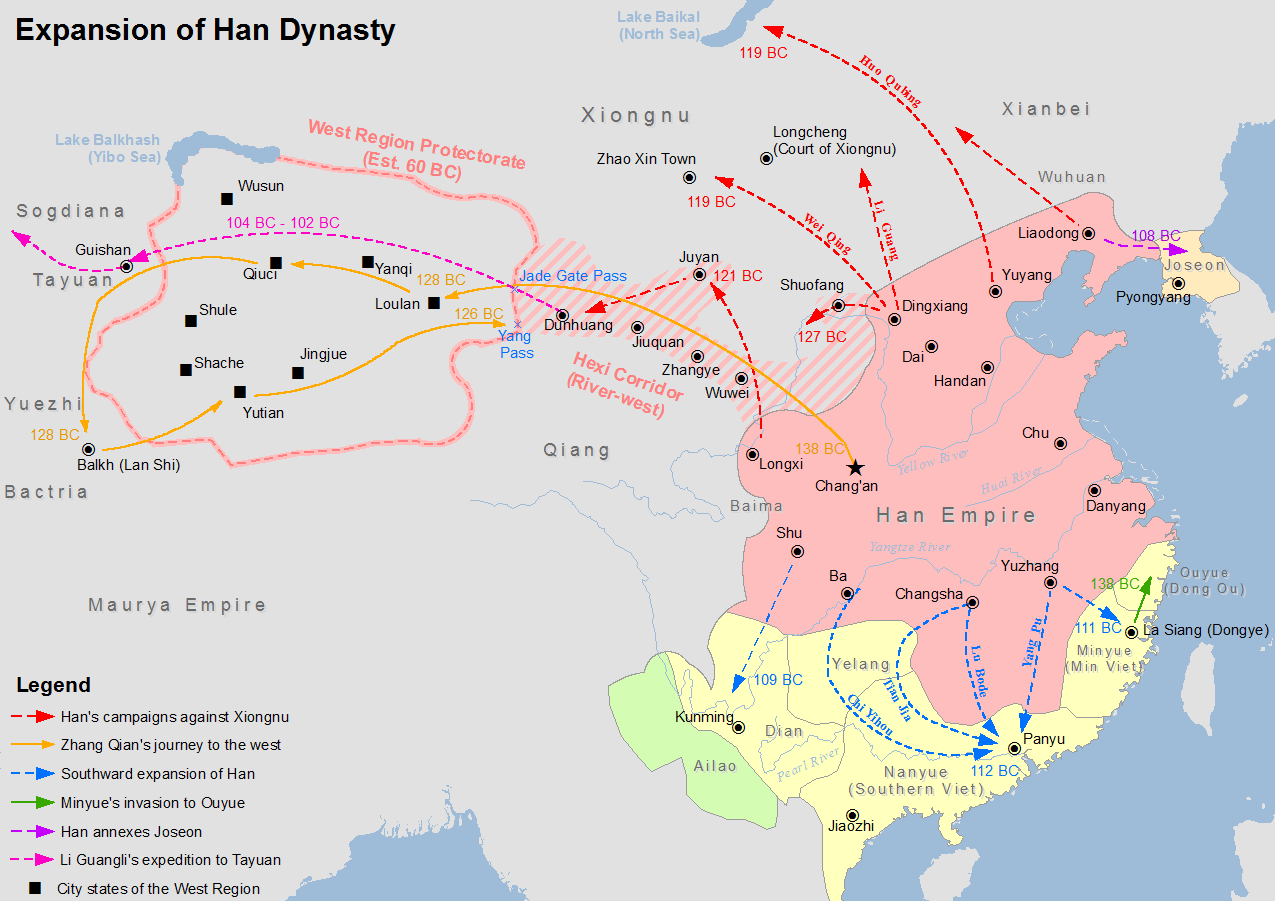
Экспансия империи Хань. Походы Хо Цюйбина изображены стрелками красного цвета

В 121 году до н. э. император дважды поручал Хо Цюйбину действия против сюнну в Хэси. Весной он во главе отряда из 10 тысяч всадников за 6 дней прошёл сквозь 5 местных княжеств, разгромив многочисленные отряды сюнну, взяв много высокопоставленных пленных и захватив в качестве трофея золотую статую, использовавшуюся сюнну для религиозных ритуалов; за эти успехи его удел был увеличен на 2200 домохозяйств. Летом того же года сюнну напали на округа Дай и Яньмэнь, и против них были брошены Хо Цюйбин из округа Лунси и Гунсунь Ао из округа Бэйди. Хотя Гунсунь Ао не смог ничего сделать, Хо Цюйбин, проскакав во главе 10 тысяч всадников без отдыха 2000 ли, на этом пути от озера Цзюйянь до гор Циляньшань разгромил отряды противника общей численностью до 30 тысяч человек, и взял много высокопоставленных пленных; за эти успехи его удел был увеличен ещё на 5400 домохозяйств.
Победы Хо Цюйбина нанесли серьёзный удар по племенам вождей Хунье и Сючу, обитавших в Хэси. За это Ичжисе решил расправиться с ними, и осенью 121 года вождь Хунье начал переговоры о переходе на сторону империи Хань. Не сумев склонить к этому и Сючу, он убил его, и приказал людям Сючу также покориться Хань. Когда оба племени собрались для встречи ханьских войск, люди Сючу взбунтовались. Видя изменение ситуации, Хо Цюйбин в одиночку отправился в лагерь сюнну, где приказал Хунье успокоить своих людей, а затем подавить мятеж. После этого племя Хунье было переселено на Центральные равнины. Капитуляция племён Хунье и Сюту лишила сюнну связи с Западным Краем, и позволило империи Хань открыть Великий шёлковый путь, связавший её с Центральной Азией, благодаря чему ханьская кавалерия смогла получать отличных лошадей из Ферганской долины. Император У-ди закрепил успех, организовав на присоединённых территориях пять округов, продлив Великую стену и отправив на земли Хэси 700 тысяч поселенцев.
Потерпев ряд поражений от Вэй Цина и Хо Цюйбина, Ичжисе принял совет Чжао Синя, и ушёл на север за пустыню Гоби. Император У-ди, однако, решил добить сюннов, и в 119 году до н. э. было организовано два экспедиционных корпуса под командованием Хо Цюйбина и Вэй Цина, каждый из которых состоял из 50 тысяч всадников и 100 тысяч пехотинцев. По первоначальному плану Хо Цюйбин должен был наступать из Динсяна на силы самого шаньюя, а Вэй Цин должен был поддержать его на востоке, напав из округа Дай на князя Чжуки. Но перебежчик рассказал, что на самом деле основные силы сюнну находятся на востоке, и император, желая дать возможность своему фавориту отличиться, поменял командующих местами.
Однако информация от перебежчика оказалась ложной, и в результате элитные войска Хо Цюйбина смяли и уничтожили далеко уступавшие им силы князя Чжуки. Сюнну потеряли 70 тысяч человек убитыми, в плен попало свыше 80 их знатных людей. В горах Хэнтэй Хо Цюйбин провёл торжественную церемонию в честь победы ханьского оружия, и организовал преследование сюнну вплоть до озера Байкал. В награду за эти успехи к уделу Хо Цюйбина было добавлено ещё 5800 домохозяйств. После этого многие младшие командиры стали стремиться перейти от Вэй Цина к Хо Цюйбину, надеясь добиться славы под его руководством.

### Смерть и потомки

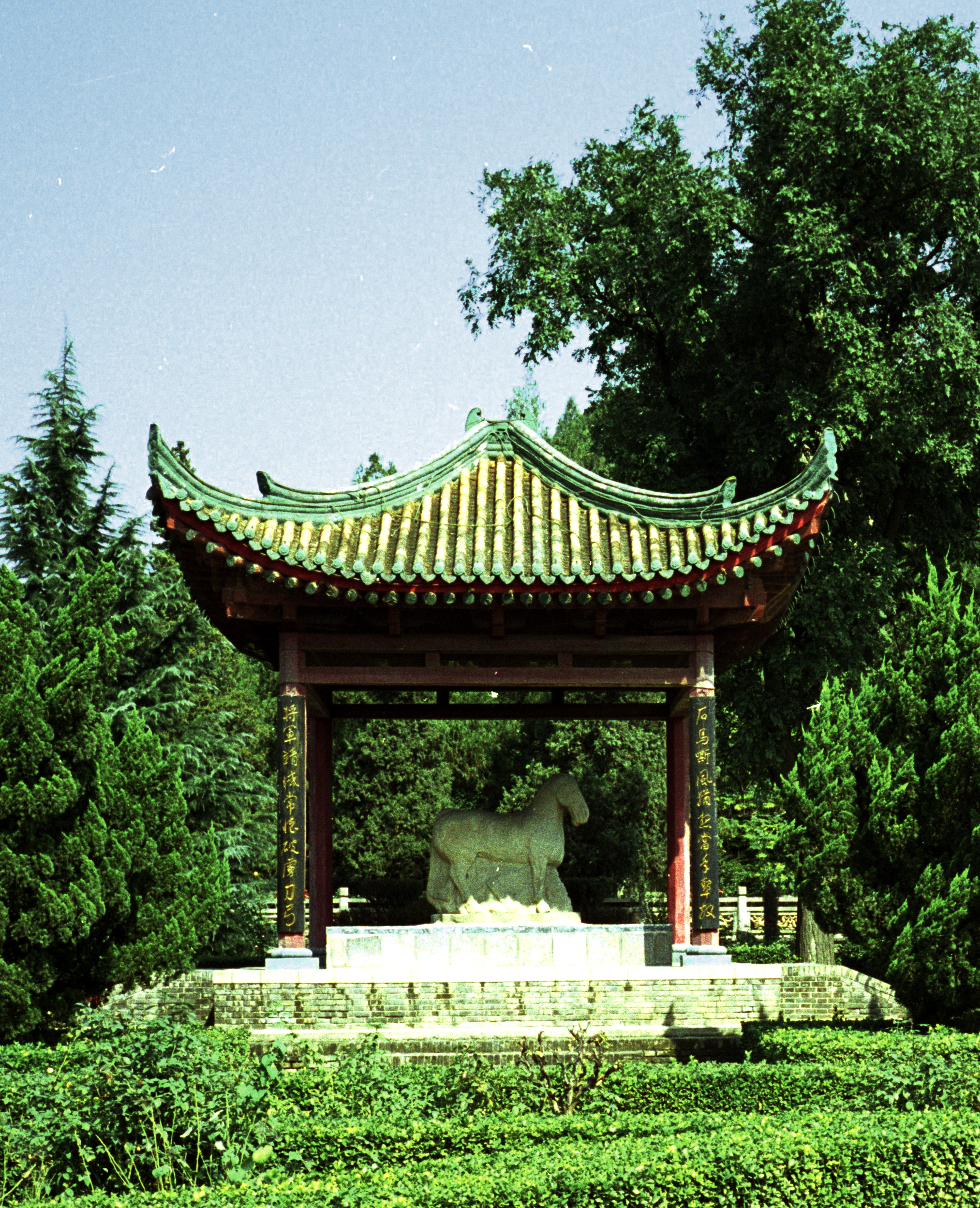
Статуя «Конь попирает сюнну» на могиле военачальника

Хо Цюйбин умер в 117 году до н. э., не прожив и 24 лет. Опечаленный император повелел войскам пяти округов выстроиться в линию на всём траурном пути от столичного города Чанъань до уезда Маолин, где Хо Цюйбин был похоронен рядом с будущей могилой самого У-ди. Посмертно Хо Цюйбин был удостоен титула «Цзинхуань-хоу» (景桓侯), а на его могиле была установлена каменная статуя «Конь попирает сюнну».
Титул «Цзинхуань-хоу» перешёл к Хо Шаню (сыну Хо Цюйбина от главной жены), но тот умер молодым в 110 году до н. э., и удел семьи Хо был ликвидирован. Хо Шань и Хо Юнь (внуки Хо Цюйбина по линии второстепенной жены) в 66 году до н. э. были вовлечены в заговор против императора Сюань-ди, и после его провала совершили самоубийство, а весь клан Хо был уничтожен.